# Norlow
Norlow is een historisch merk van scooters.
De Britse Norlow scooter (een gemotoriseerde step) werd in 1915 gepresenteerd. Naast het voorwiel zat een 100 cc eencilinder tweetaktmotor. Daardoor leek de machine veel op de Autoped, die een vergelijkbare constructie had. De Norlow kon een snelheid van ca. 36 km/h bereiken. 